# Саураштра (язык)
Саураштра (саур. ꢱꣃꢬꢵꢰ꣄ꢜ꣄ꢬꢵ; англ. Saurashtra ) — индоарийский язык, распространённый на юге Индии. Число носителей — около 185 тыс. (2001 г.). Используемая письменность — саураштра, при этом основной формой существования языка является устная.